# Кивот
Кивот или ћивот је ковчег у којем се чувају мошти - кости светаца. Кивоти могу бити разних облика и величина. Могу садржати целе, нетрулежне мошти или Свете честице.